# Hopeton Lewis
Hopeton Lewis, né le 3 octobre 1947 et mort le 4 septembre 2014, un chanteur jamaïcain de rocksteady et de reggae, et un arrangeur.

## Biographie
Lewis est né à Kingston, en Jamaïque. Il a chanté à l'église dès son plus jeune âge et a commencé à se produire dans sa jeunesse, formant un groupe de chant appelé les Regals. Au milieu des années 1960, il a commencé à enregistrer et a eu l’un des premiers succès rocksteady avec "Take It Easy" à la fin de 1966. La piste a été enregistrée avec Lynn Taitt et les Jets et est considérée comme l'un des premiers singles rocksteady. Il a eu plusieurs autres succès jamaïcains à la fin des années 1960 et au début des années 1970, y compris la première chanson de "herbe" jamais enregistrée là-bas, "Cool Collie". Il a travaillé pour Duke Reid comme arrangeuret chanteur et a remporté le concours de la chanson du festival en 1970 avec "Boom Shaka Lacka". Il a commencé à travailler en tant que chanteur avec Byron Lee et les Dragonaires, et en 1971 a eu un succès avec "Grooving Out On Life". 
Lewis continue à sortir des disques, mais son succès après le début des années 1970 est limité. Lewis a sorti This Is Gospel en 1996 sur son propre label, Bay City Music, fondé dans les années 1980. Une grande partie de son travail ultérieur a été dans le genre gospel, y compris Reaching Out to Jesus (2000). 
Il a vécu la dernière période de sa vie à Brooklyn, à New York, où il a présenté une émission sur Grace Deliverance Radio. 
Lewis est décédé le 4 septembre 2014 à son domicile de Brooklyn, à l'âge de 66 ans, des suites d'une insuffisance rénale.

## Discographie
- Take It Easy (1968), Merritone
- Grooving Out On Life (1971), Dynamic Sounds/Trojan
- Dynamic Hopeton Lewis (1974), Dragon
- All Night Bubblin' (1985), Boss
- Love, Life and Music (1997), Songs 4 Life
- Reaching Out to Jesus (2000), Orchard
- Caribbean Gospel Jubilee (2000), Rockstone
- Inner Peace (2001), Songs 4 Life
- A Holy Christmas (2002), Songs 4 Life
- Love Life & Music (2007), Quartz
- Hopeton Lewis Sings Home Coming Classics (2007), Songs 4 Life
- Hymns (2007), Songs 4 Life
- This Is Gospel (2008), Sun Moon & Stars
- Worship (2008), Songs 4 Life
- Lay Your Hands on Me Jesus (2008), Songs 4 Life
- Love Ballads Vol. One (2008), Rockstone
- Praise and Worship (2008), Songs 4 Life
- The Inspirational Hopeton Lewis
- Country Gospel (2008), Songs 4 Life
- Healing: 42 Years of Music (2009), Songs 4 Life
- All Island Gospel Revival, Songs 4 Life
- Voice of Thanksgiving, Songs 4 Life
- Song's of Faith (2013). Songs 4 Life/VP
- De Word Through Music (2014), Songs 4 Life/VP

Compilations
- Classic Gold Collection (1998), Rockstone
- Take It Easy: Rock Steady Reggae (1999), K&K/VP
- 40 Years: Happy Birthday: Celebrating 40 Years of Music (2008), Songs 4 Life